# Bitis atropos
Bitis atropos este o specie de șerpi din genul Bitis, familia Viperidae, descrisă de Linnaeus 1758. A fost clasificată de IUCN ca specie cu risc scăzut.

## Subspecii
Această specie cuprinde următoarele subspecii:
- B. a. atropos
- B. a. unicolor